# 堀和久
堀 和久（ほり かずひさ、1931年8月22日 - 2018年9月17日）は、日本の歴史小説作家。福岡県北九州市生まれ。日本大学芸術学部映画学科中退。本名、堀江和男。

## 略歴
芸能プロダクションの企画部、浅草フランス座などの宣伝部、シナリオライター、映像ディレクターなどを経て、作家活動に入る。1977年、将軍徳川吉宗の時代にベトナムから献上された象とその世話役の数奇な運命を描いた『享保貢象始末』でデビュー、第51回オール讀物新人賞を受賞。1994年、天保の改革期に実在した勘定奉行の田口喜行を描いた『長い道程』で第2回中山義秀文学賞を受賞。また『江戸風流医学ばなし』など、「江戸風流」シリーズともいうべき歴史雑学集でも知られている。
2018年9月17日、慢性腎不全のため死去。87歳没。

## 受賞歴
太字は受賞
- 1976年 『ゴーギャンの朝』で第48回オール讀物新人賞候補
- 1976年 『蝶の御輿』で第49回オール讀物新人賞候補
- 1977年 『らしく』で第50回オール讀物新人賞候補
- 1977年 『享保貢象始末』で第51回オール讀物新人賞を受賞
- 1988年 『大久保長安』で第98回直木三十五賞候補
- 1988年 『春日局』で第99回直木三十五賞候補
- 1989年 『夢空幻』で第100回直木三十五賞候補
- 1991年 『死にとうない』で第104回直木三十五賞候補
- 1994年 『長い道程』で第2回中山義秀文学賞を受賞

## 作品リスト
※ 単行本の刊行順に記す。
- 『軍師の時代 戦国乱世を演出した名将烈伝』（1983年、日本文芸社）
- 『日本史おもしろ名鑑 ナンバーワン人間なんでも勢揃い』（1984年、日本文芸社）
- 『電力王 福沢桃介』（1984年、ぱる出版）
- 浅草文庫シリーズ」ぱる出版
  1. 浅草!フュージョンの街（1985年）
  2. 浅草面白雑学事典（1985年）
  3. 浅草 歴史を訪ねて（1985年）
  4. 浅草人名録 1 浅草の人たち、今・昔（1985年）
  5. 浅草人名録 2 芸能人（1985年）
  6. 浅草ガイド ショッピングと食べ歩き（1985年）
- 『大久保長安 ナンバー2の栄光と悲惨の生涯』（1987年、講談社、1990年、講談社文庫（上下2分冊））
- 『春日局』（1988年、文藝春秋、1988年、文春文庫）
- 『夢空幻 金座御金改役・後藤三右衛門の生涯』（1988年、講談社、1994年、講談社文庫）
- 『立身出世』（1989年、文藝春秋）杉本茂十郎を描く。
- 『西郷隆盛と維新の謎 維新の巨星・西郷は完全無欠の英雄か!?』（1989年、日本文芸社）
- 『死にとうない 仙厓和尚伝』（1990年、新潮社、1996年、新潮文庫） 新人物文庫
- 『戦国の軍師たち』（1990年、文春文庫）
- 『秘術聚楽第』（1991年、文藝春秋）
- 『滅びの岬』（1991年、新人物往来社）短編集
- 『織田有楽斎』（1992年、講談社、1997年、講談社文庫）
- 『もののふの大地 義経と河越一族』（1992年、新人物往来社）
- 『中岡慎太郎』（1992年、講談社（上下2分冊）、1997年、講談社文庫、2009年、学陽書房人物文庫（上下2分冊））
- 『江戸風流医学ばなし』（1993年、講談社、1996年、講談社文庫）
- 『日本史・超ナンバーワン大集合 偉人、変人、悪人、なんでもござれ!』（1993年、日本文芸社にちぶん文庫）
- 『長い道程』（1993年、講談社、1999年、講談社文庫）
- 『大岡越前守』（1994年、講談社、1999年、「大岡越前守忠相」に改題の上講談社文庫）
- 『八代将軍 吉宗』（1995年、文春文庫）
- 『天海』（1995年、新人物往来社、1998年、学陽書房人物文庫）
- 『享保貢象始末』（1995年、文春文庫）
- 『秀吉とおね』（1995年、講談社）
- 『虹の礎』（1996年、毎日新聞社）大江広元を描く。
- 『江戸風流「食」ばなし』（1997年、講談社、2000年、講談社文庫）
- 『二宮金次郎 我が道は至誠にあり』（1997年、講談社）
- 『徳川慶喜』（1998年、文春文庫）
- 『蒲桜爛漫 頼朝の弟義経の兄源範頼』（1999年、秋田書店）
- 『明暦火炎秘図』（1999年、新人物往来社）
- 『江戸風流女ばなし』（2000年、講談社、2003年、講談社文庫）
- 『アユタヤから来た姫』（2001年、毎日新聞社）
- 『江戸風流「酔っぱらい」ばなし』（2002年、講談社文庫）
- 『軍師力　戦国乱世を生き抜いた男たち』（2009年、中経出版中経の文庫）
- 『維新 岩倉具視外伝』幻戯書房 2010